# 錫多線
錫多線（せきたせん、中文表記: 锡多铁路）とは中国内モンゴル自治区シリンゴル盟シリンホト市とドロンノール県を結ぶ全長273.9kmの鉄道路線。複線・電化。主に石炭を輸送する。
シリンホト駅から途中のサングンダライ北駅で分岐し、サングンダライ駅と接続する区間(153.43km) は錫桑線（せきそうせん、中文表記: 锡桑铁路）と呼ばれ、旅客も扱う。
また、サングンダライ北駅からショローンフフ旗駅の区間は桑藍線（そうらんせん、中文表記: 桑蓝铁路）と呼ばれる。

## 歴史
2000年4月、錫桑線の区間が着工し、2002年8月に単線で開通、2009年4月に複線化工事が着工し、2011年9月30日で複線で開通、さらに2023年12月18日に交流電化された。
2013年、桑藍線の区間が複線として着工した。 2023年12月18日、桑藍線の区間が電化された。
バインフレー駅から分岐し、門迪諾爾駅に至る52kmの支線がある。